# بوتلوة منعكسة
بوتلوة منعكسة (الاسم العلمي:Bouteloua reflexa) هي نوع من النباتات يتبع جنس البوتلوة من الفصيلة النجيلية.